# Litotricia extracorpórea por ondas de choque

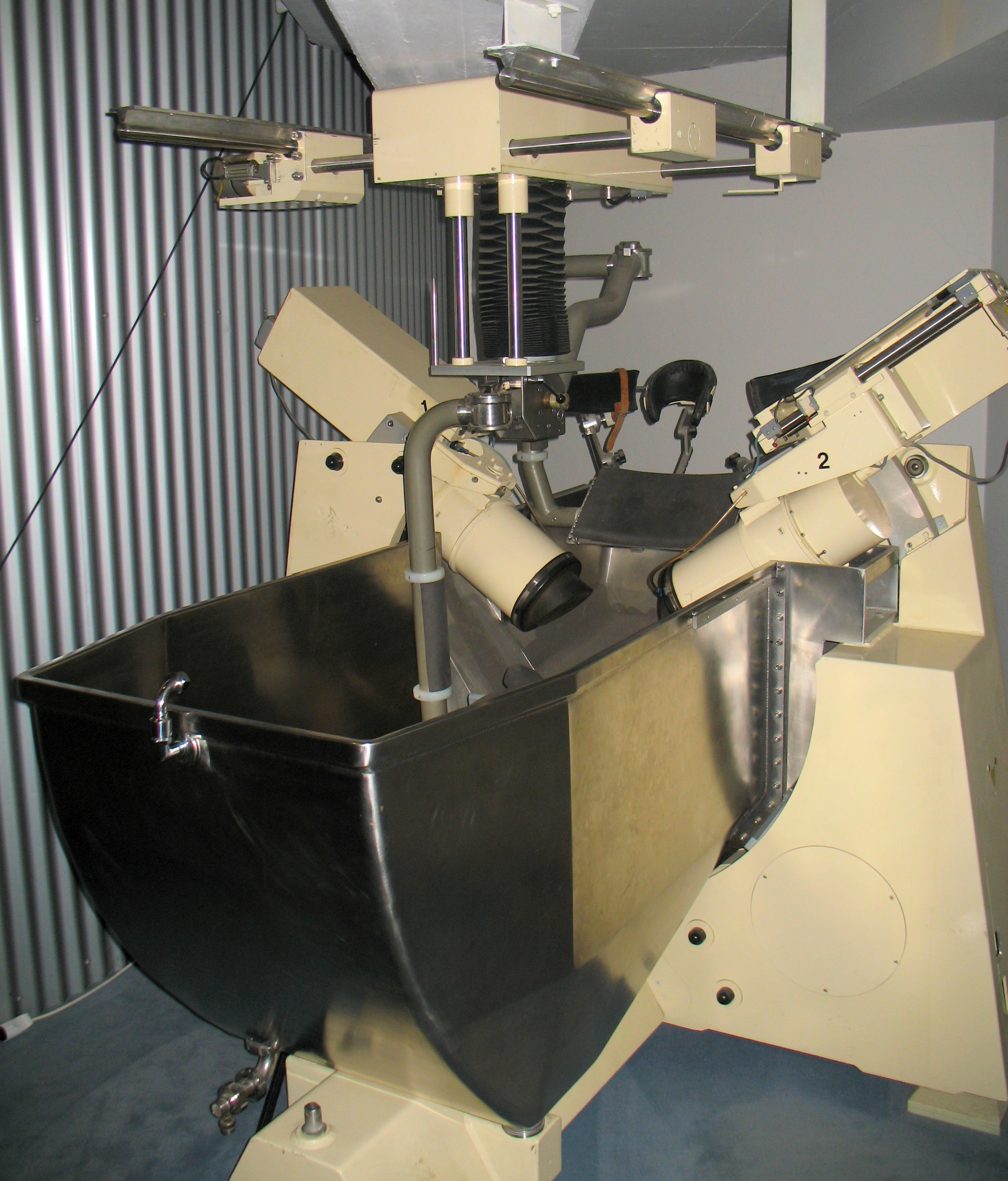
El prototipo de litotriptor Dornier Human Model 1 (HM-1) se halla actualmente en el Deutsche Museum de Bonn (Alemania).

La  litotricia [también, litotripsia] extracorpórea por ondas de choque, LEC (del griego lithos, piedra, y del latín terere, triturar), es una aplicación de la terapia por ondas de choque, no invasiva, que utiliza un pulso acústico para romper cálculos renales (litiasis renal), cálculos biliares (piedras en la vesícula o en el riñón) y cálculos salivales (sialolitos). La litotripsia fue desarrollada a comienzos de 1980 en Alemania por Dornier Medizintechnik GmbH, empresa ahora conocida como Dornier Medtech 1, y su uso se expandió con la introducción del litotriptor HM-3 en 1983. A los pocos años la LEC se volvió el tratamiento estándar para la calculosis. Se estima que anualmente en Estados Unidos cerca del 70% de pacientes con cálculos renales, son tratados con el LEC.

## Fundamento
Con el transcurso de los años estas máquinas han sufrido varios cambios tecnológicos tanto en la forma como en el modo de operación, pero en general todas se basan en el mismo fundamento físico. Estos dispositivos producen una onda de choque acústica localizada, de alta intensidad y baja frecuencia (infrasonidos) aplicada externamente, la cual es la responsable de que se rompan los cálculos. Esta onda produce dos fuerzas mecánicas en las piedras: 1. Fuerza directa asociada con la alta amplitud de la onda de choque, es decir la generación de un cambio de presión abrupto y 2. Burbujas de cavitación alrededor del cálculo, lo cual lo fragmenta en piezas más pequeñas que pueden pasar fácilmente a través del uréter o la vía biliar.

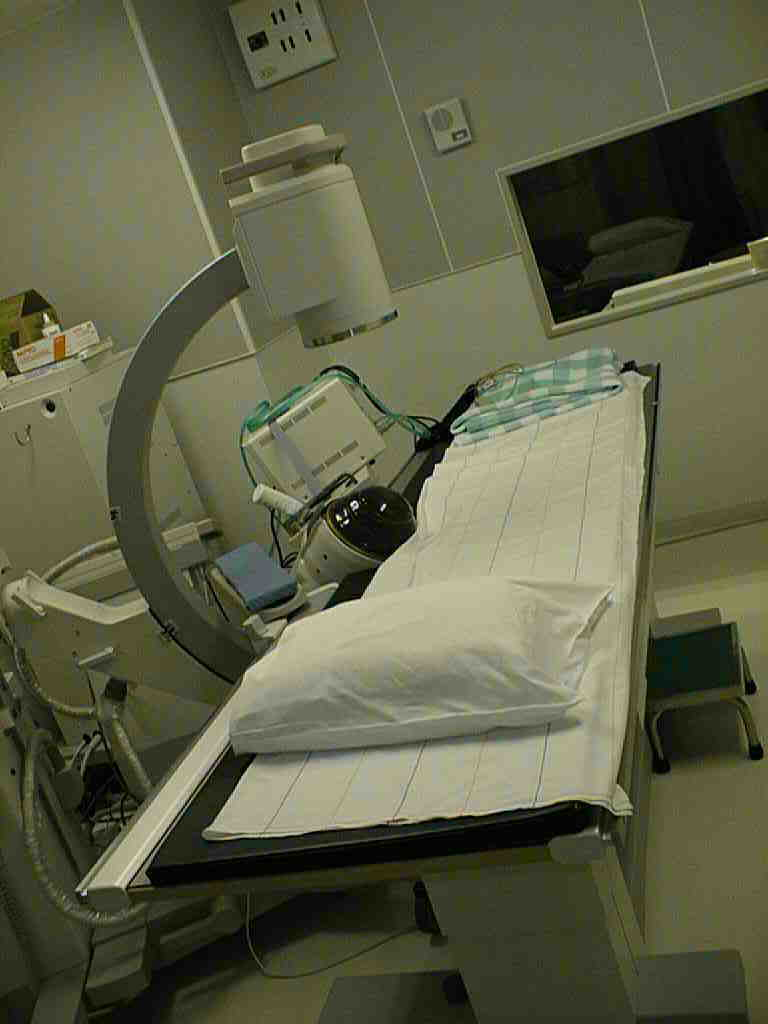
Aparato de"litotripsia extracorpórea" (litotriptor) en un quirófano.

Todos estos dispositivos poseen un punto focal (punto geométrico en el espacio) el cual usualmente es el lugar donde se sitúa el cálculo que se va a tratar; pero estas máquinas difieren en las dimensiones de la zona de alta presión (zona focal), la cual rodea este punto. Esta presión se genera por la densidad del flujo de energía, la cual depende de la energía total y del área, de acuerdo con la siguiente expresión: 

{\displaystyle ED={\frac {Energia}{Area}}}

La energía total es igual tanto donde se genera la onda como en el punto focal; sin embargo, a medida que la onda viaja hacia la zona focal, la densidad del flujo de energía se incrementa hasta llegar a su máximo en el foco. Es por esto que el cambio de presión en esta zona es tan alto y permite que se fraccione el cálculo que allí se encuentre 2.

## Cómo funciona
El paciente sedado o anestesiado se recuesta sobre una camilla con la piel apoyada sobre un dispositivo con agua, ubicado justo al nivel del cálculo. Un sistema de rayos x o de ultrasonido, es usado para localizar la piedra y conocer dónde se debe llevar a cabo el tratamiento.
La primera generación de estos dispositivos tiene una pieza en forma de medio elipsoide que se abre hacia el paciente. El pulso acústico se genera en el punto focal del elipsoide, que se encuentra más alejado del paciente, y el cálculo posicionado en el punto focal opuesto, recibe la onda de choque localizada. El tratamiento usualmente comienza en el nivel de potencia más bajo del equipo y con un gran espacio de tiempo entre pulsos, con el fin de acostumbrar al paciente a la sensación. El periodo de tiempo entre cada pulso también se controla para permitir que las burbujas de la cavitación se dispersen y así minimizar el daño de los tejidos.
La siguiente y última generación de estas máquinas usa un lente acústico para enfocar la onda de choque. Esto funciona de manera similar a un lente óptico, enfocando la onda en el lugar deseado. Los pulsos aplicados en este caso son de baja frecuencia, de manera que la pulverización de los cálculos es más efectiva y se minimiza la morbilidad; sin embargo, a medida que el tratamiento avanza, el poder de cada pulso se incrementa gradualmente, lo cual permite romper finalmente la piedra (cálculo). El último nivel de potencia aplicado depende usualmente del umbral de dolor que experimente el paciente y el éxito observado en la rotura del cálculo. Si la piedra está localizada cerca de un hueso, usualmente cerca de una costilla en el caso de los cálculos renales, este tratamiento es más incómodo, ya que las ondas de choque pueden causar una leve resonancia en el hueso, que el paciente puede sentir. La sensación de este tratamiento es comparable al dolor que produce el golpe de una banda elástica con la piel. Por esto en ocasiones el paciente puede ser sedado para poder aumentar los niveles de poder más rápidamente y también aumentar la frecuencia de cada pulso hasta casi 120 choques por minuto.
El proceso en general toma cerca de una hora. Un stent uretral (dispositivo médico pequeño y tubular) puede ser usado a discreción del urólogo. El stent facilita el paso de las piedras al calmar la obstrucción y al permitir la dilatación pasiva del uréter.

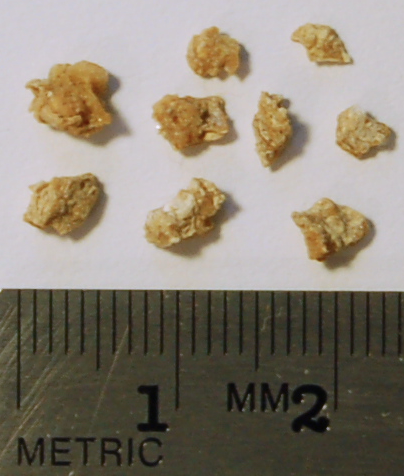
Resultado de la fragmentación por litotripsia de cálculos de oxalato de calcio de 1 cm.

La litotripsia extracorpórea funciona mejor con los cálculos que tienen un diámetro entre 4 mm y 2 cm y que aún estén localizados en el riñón. Se puede usar también en los cálculos que se encuentran en el uréter pero el procedimiento se vuelve menos eficiente.
Los pacientes que se someten a este procedimiento pueden, en algunos casos, ver el progreso de su tratamiento. Si se les permite observar el monitor de ultrasonido o de rayos x, ellos podrán ver cambiar los cálculos de un punto brillante o una mancha oscura, a una nube borrosa a medida que los cálculos se van desintegrando.
El paso de los fragmentos de las piedras y su liberación puede tomar algunos días o una semana y puede causar dolor leve. A los pacientes se les puede recomendar tomar tanta agua como puedan durante este tiempo y además se les aconseja realizar un examen de los fragmentos para poder analizarlos.

## Limitaciones
La LEC es el tratamiento menos invasivo de los procedimientos para tratar los cálculos renales; sin embargo, la tasa de eliminación total de los cálculos es muy baja en comparación con los otros métodos que son más invasivos, tales como la ureteroscopia, manipulación con litotripsia por láser o nefrolitotomía percutánea. De igual manera se ha detectado que esta tasa depende del tipo de cálculos que se estén tratando, así por ejemplo, las piedras de oxalato cálcico monohidrato y de cisteína, pueden llegar a ser resistentes al tratamiento con LEC.

## Riesgos
La LEC puede generar cierto daño colateral. Las ondas de choque así como las burbujas de cavitación formadas por la agitación de la orina pueden llevar al daño de capilares, hemorragia del parénquima renal o subcapsular. Esto puede generar consecuencias a largo plazo tales como insuficiencia renal e hipertensión. En general la tasa de complicaciones de la LEC se encuentra entre el 5 y 20%.
Los estudios médicos científicos que relacionan la litotricia extracorpórea con el aumento del riesgo de padecer diabetes, hipertensión e insuficiencia renal se encuentran bien documentados.

### En inglés
- Dornier.com, brochure
- International Kidney Stone Institute
- Electromagnetic Technology
- How ESWL works
- Shock wave therapy for kidney stones linked to increased risk of diabetes, hypertension

- Datos: Q1968890
- Multimedia: Extracorporeal shock wave lithotripsy / Q1968890